# Graafschap Avernas
Het graafschap Avernas was een van de vier overblijfselen van de Haspengouw. In grote lijnen strekte het graafschap Avernas zich in de 10e eeuw uit van de omgeving van Sint-Truiden in het noorden tot die van Hoei in het zuiden. De overige grenzen van het gebied zijn minder duidelijk. Op het einde van de 10e eeuw werd het graafschap Avernas verdeeld  tussen het graafschap Loon, het prinsbisdom Luik en het hertogdom Brabant.